# Географ глобус пропил (фильм)
«Гео́граф гло́бус про́пил» — российский кинофильм 2013 года режиссёра Александра Велединского, снятый по одноимённому роману Алексея Иванова. Фильм вышел в прокат 7 ноября 2013 года.
Фильм принимал участие в конкурсной программе XXIV открытого Российского кинофестиваля «Кинотавр» в Сочи и получил Главный приз фестиваля. Российская кинопресса тепло приняла картину. Фильм претендовал на премию «Золотой орёл» в шести номинациях, в том числе как лучший российский фильм года, и в итоге победил в трёх номинациях: лучшая режиссура, лучшая мужская роль и лучшая женская роль. Фильм получил премию «Ника» за лучший фильм года и ещё четыре премии: за лучшую режиссуру, за лучшую мужскую роль, за лучшую женскую роль и за лучшую музыку.

## Сюжет
Действие фильма происходит в 2012 году в Перми. Главный герой, 37-летний биолог Виктор Служкин (Константин Хабенский), уволенный из НИИ, от безденежья устраивается работать в школу учителем географии. Дома жена Надя (Елена Лядова), уставшая от повседневной суеты, бедности и бесперспективности, отказывается спать с мужем, просит Служкина «всё это закончить» и завести любовницу, но так, чтобы она об этом не знала. Его жизнь начинает меняться с появлением в ней бывшего одноклассника и близкого друга Будкина (Александр Робак) — состоятельного и успешного любимца женщин. Вскоре у Нади начинается роман с влюблённым в неё Будкиным. После серьёзного мужского разговора Служкин уступает супругу другу.
В школе Служкин не находит общий язык с классом, дети кажутся ему слишком разухабистыми, примитивными, не состоявшимися как личности. В Будкина безответно влюблена давняя его подруга Сашенька (Евгения Крегжде), заведующая детским садом. Из своих коллег географ выделяет лишь эффектную преподавательницу немецкого Киру Валерьевну (Евгения Брик), но та предпочла ему состоятельного Будкина. Узнав, что Будкин бросил её ради Нади, Кира Валерьевна пытается соблазнить Служкина, но он напивается у неё в квартире и засыпает в наполненной ванне.
Служкин, проиграв в карты одному из учеников, соглашается отправиться с ним и его одноклассниками в давно обещанный поход, в сплав по реке на катамаране. Уже в электричке географ напивается в стельку с Градусовым (Андрей Прытков) — хулиганом и неформальным лидером класса, имеющим явно выраженные уголовные наклонности. Школьники, относящиеся к Служкину не как к учителю, а как к дворовому приятелю, снимают его с должности командира похода.
В последний день похода географ отправляется в ближайшую деревню, чтобы договориться о транспорте до железнодорожной станции, вместе с влюблённой в него школьницей Машей Большаковой (Анфиса Черных). По дороге Маша признаётся Служкину, что любит его, он отвечает взаимностью, но даёт понять, что вместе они быть не смогут. Начинается сильнейший ливень, оба промокают до нитки. Дойдя до деревни, они обнаруживают, что там уже давно почти никто не живёт. Маша едва не теряет сознание от холода, Служкин пытается взять её на руки, но сил нет. Проплутав до ночи, они выходят к жилью с людьми и находят дом, где топится печка. Маша теряет сознание на лестнице в промокшей одежде, Служкин приводит её в чувство, раздевает и отогревает, прижав к горячей печке, не давая упасть.
Утром, возвращаясь в лагерь, Служкин и Маша видят, как остальные участники похода самостоятельно преодолевают Долган, самый сложный и опасный порог на реке.
После похода директор школы, узнав из сделанного участниками похода ролика о пьянстве географа в походе и риске, которому он подвергал детей, просит Служкина написать заявление об увольнении по собственному желанию, и Служкин уходит из школы.
Проходит время. Прогуливаясь с маленькой дочкой Татой мимо школы, безработный Служкин встречается со своим классом.
Надя возвращается к Служкину. Опять нет денег даже на сигареты, и он крутит самокрутку из чая. Фильм завершает сцена, как Служкин глядит с высокого балкона в пермские дали.

## В ролях
| Актёр                | Роль                                         |
| -------------------- | -------------------------------------------- |
| Константин Хабенский | Виктор Сергеевич Служкин учитель географии   |
| Елена Лядова         | Надя жена Служкина                           |
| Анфиса Черных        | Маша Большакова школьница, участник похода   |
| Александр Робак      | Максим Будкин давний друг Служкина, чиновник |
| Евгения Брик         | Кира Валерьевна учительница немецкого        |
| Андрей Прытков       | Градусов школьник, участник похода           |
| Анастасия Золотко    | Тата дочь Служкина                           |
| Анна Уколова         | Ветка давняя подруга Служкина                |
| Агриппина Стеклова   | Роза Борисовна завуч школы                   |

| Актёр           | Роль                                                |
| --------------- | --------------------------------------------------- |
| Евгения Крегжде | Сашенька заведующая детским садом, подруга Служкина |
| Максим Лагашкин | Колесников гаишник                                  |
| Виктор Узун     | директор школы                                      |
| Наталья Батуева | Люська Митрофанова школьница, участник похода       |
| Илья Ильиных    | Овечкин школьник, участник похода                   |
| Михаил Леонтьев | Бармин школьник, участник похода                    |
| Евгений Романов | Тютин школьник, участник похода                     |
| Всеволод Рычков | Чебыкин школьник, участник похода                   |
| Сергей Пепеляев | Деменев школьник, участник похода                   |

## Съёмочная группа
- Режиссёр-постановщик — Александр Велединский
- Авторы сценария — Александр Велединский, Рауф Кубаев, Валерий Тодоровский
- Оператор-постановщик — Владимир Башта
- Художник-постановщик — Владимир Гудилин, Сергей Гудилин
- Композитор — Алексей Зубарев
- Продюсеры — Вадим Горяинов, Леонид Лебедев, Валерий Тодоровский

## Подготовка к съёмкам
В название фильма (как и книги) положена «ритмически организованная дразнилка», которую придумал двоечник Градусов про нового учителя.
Идея экранизации романа «Географ глобус пропил» принадлежит продюсеру Валерию Тодоровскому. Первоначально он хотел сам снимать, но потом привлёк к постановке режиссёра Александра Велединского. Сценарий был написан Велединским при участии Валерия Тодоровского и Рауфа Кубаева. Автор романа писатель Алексей Иванов не принимал участия в работе над сценарием. Но во время съёмок, когда снималась сцена урока на затоне, где Служкин рассказывает ученикам о Каме, по объёму не хватало текста. Тогда обратились к Алексею Иванову с просьбой написать недостающий текст, и в тот же вечер писатель прислал его. Создатели фильма, считая образ Служкина архетипичным для России, сочли возможным перенести действие романа из 1990-х в наши дни. От некоторых сюжетных линий пришлось отказаться, так как они не вмещались в двухчасовой формат фильма. Так, в фильме нет детских воспоминаний Служкина.
Актёры на главные роли были выбраны ещё на этапе написания сценария. Режиссёр Александр Велединский усматривает сходство Константина Хабенского с героем, изображённым на обложке первого издания романа. В романе главному герою Служкину 28 лет, в фильме герой Хабенского старше. Автор романа Алексей Иванов, увидев актёра на съёмках в костюме и в образе, абсолютно в него поверил.
Среди нескольких тысяч школьников Перми был проведён кастинг, чтобы отобрать 30 человек для съёмок. Детей в фильме сделали чуть старше: самому взрослому из них не 15, а 16 лет. На роль хулигана Градусова был отобран обычный пермский школьник Андрей Прытков, по внешности не похожий на книжного Градусова, но, по мнению Алексея Иванова, «попавший в самую точку».

## Создание

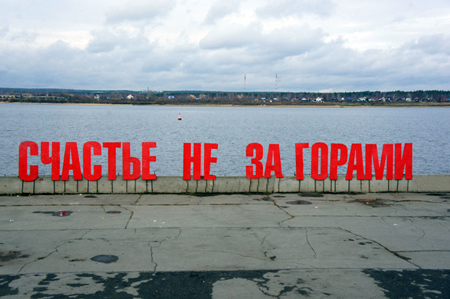
В первых кадрах фильма фигурирует популярная среди пермяков надпись «Счастье не за горами», которая расположена на набережной реки Кама, возле вокзала Пермь I.

Съёмки фильма прошли в 2011—2012 годах в Перми (микрорайонах Нижняя Курья, Водники, Разгуляй, Рабочий посёлок, Висим), посёлке Усьва Гремячинского района. В фильме показана река Усьва, по которой герои совершают сплав, и скалы Усьвинские Столбы. Каскадёрские съёмки проводились на пороге Ревун на реке Исеть в Свердловской области. Потом, чтобы увеличить ощущение опасности на реке, были использованы возможности компьютерной графики. Школьные эпизоды снимались в школе № 1 в Водниках.

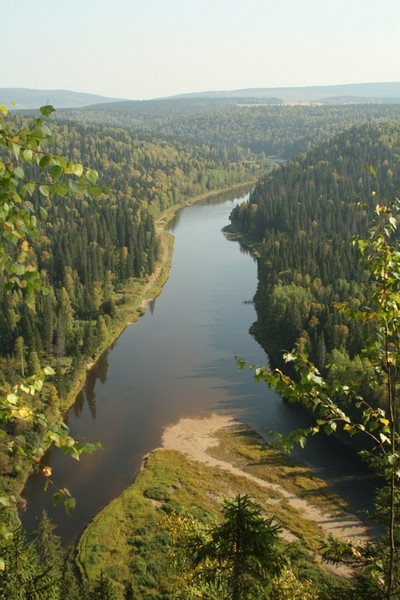
Вид на реку Усьва с Усьвинских столбов.

Фильм снимался в общей сложности два года, было 34 съёмочных дня, две экспедиции и запланированный пятимесячный перерыв: для съёмок эпизода похода по реке ждали воды, которая бывает только на протяжении двух недель в мае, а в остальное время речка мелкая. Поэтому зимний блок снимался в ноябре 2011 года, а потом ждали до апреля, чтобы снять интерьеры школы, в окна которой «заглядывала» весна. Затем съёмочная группа переехала за 200 км от Перми снимать эпизоды похода.
Музыку для фильма написал гитарист группы «Аквариум» Алексей Зубарев. Кроме того, в фильме звучит множество песен — от классики до шансона. В трейлере фильма звучит песня «Я свободен!» группы «Кипелов». Эта же песня звучит в картине, но в исполнении не Кипелова, а одного из персонажей (в начале фильма в электричке её исполняет реально живущий в Перми уличный певец, работающий на станции Пермь II). Русскую народную песню «Летел голубь» в фильме исполняет Елена Фролова.

## Отзывы и критика
Автор романа «Географ глобус пропил» Алексей Иванов: «Роман в этом фильме живой. Конечно, многое утрачено, потому что перевести одну художественную систему в другую — это путь, сопряжённый с определёнными потерями, причём потерями неизбежными, но с другой стороны, на этом пути есть и приобретения. Я думаю, что всё получилось как нельзя лучше, потому что и дух романа сохранён, и основная фабула тоже».
Писатель и журналист Дмитрий Быков, охарактеризовавший «Географа…» как «важнейшее христианское высказывание последних лет», писал: «„Географа“ много хвалят и будут хвалить, и это как раз не радует, потому что фильм-то не про добрых и простых людей, и сила его не в том, что о быте русского интеллигента в провинции впервые за много лет рассказали умно, профессионально и смешно. Велединский снимает картину — по форме комедийную, по сути глубоко трагическую — на стыке жанров: „Доживём до понедельника“ встречается тут с тем понедельником, который начинается в субботу».
Кинокритик Юрий Гладильщиков считает удачной сценарную переработку романа, сравнивает её с переделкой романа Ле Карре «Шпион, выйди вон!», где всё переписано, но при этом парадоксально сохранёны суть, сюжет и дух романа. «Главная разница между романом и фильмом вот в чём. Роман о том, как печально, быстро и бесперспективно уходят надежды юности, окопавшиеся в школьных временах. Именно поэтому в романе важна тема школы. Именно поэтому там много воспоминаний героя об его собственных школьных годах (которых нет в фильме). А фильм — о бесперспективности жизни вообще, и, прежде всего, жизни российской, которая является обобщением жизни мировой интеллигенции. Фильм — об интеллигенции». По мнению критика, истоки фильма «Географ глобус пропил» следует искать в чеховском «Дяде Ване», а также таких советских интеллигентских картинах, как «Полёты во сне и наяву», «Осенний марафон» и «Отпуск в сентябре».
Культуролог Даниил Дондурей отмечает: «„Географ“ — классический мейнстрим! Разговор в нём — о ценностях: жена поймёт, что ты замечательный, и даже если уйдёт к твоему другу, всё равно потом вернётся. Со школьницей спать нельзя. Если ты интеллигентный человек, ты и без диплома можешь работать в школе и учить детей самому главному — как найти себя в жизни… Таких фильмов в России должно выходить 20—25 в год, как в советское время».
Кинокритик Андрей Плахов сожалеет о том, что роман не был экранизирован в 2003 году, тогда, когда был впервые опубликован. Критик отмечает, что в романе «был пойман тот самый нерв времени, транзитных 1990-х годов, который так быстро уходит, превращая живую актуальность в лучшем случае в ностальгическое ретро, в худшем — в архаику. Нет, „Географ“ и сейчас приятно воспринимается, но поверить вот в таких старшеклассников, какими они показаны в фильме, в их отношения с учителем, который выглядит большим ребёнком, чем они сами, трудновато. Всему своё время, и появись экранный „Географ“ десять лет назад, ему бы цены не было. И Хабенский, кстати, был тогда моложе…».
Кинокритик Елена Стишова указывает на то, что фильм «был жёстко концептуализирован и встроен в дискурс, которого, на мой взгляд, нет в литературном оригинале — в романе Алексея Иванова „Географ глобус пропил“», а «режиссёрский жест сдвигает — меняет смыслы повести и предлагает несколько другую историю на том же материале и с теми же героями». Она также отмечает, что для неё «открытием фильма представляется иное, принципиально более значимое, чем предательство раздолбаев и подлость начинающего карьериста: русский культурный код — это константа, вне которой нет и не может быть России».

## Награды
- XXIV открытый Российский кинофестиваль «Кинотавр» в Сочи[22][23]:
  - Главный приз кинофестиваля
  - Приз За лучшую мужскую роль — Константину Хабенскому
  - Приз им. Микаэла Таривердиева За лучшую музыку к фильму — Алексею Зубареву
  - Приз жюри кинопрокатчиков
  - Специальный приз журнала «The Hollywood Reporter» — Анфисе Черных[24].
- IV Международный Одесский кинофестиваль[25]
  - Гран-при кинофестиваля по результатам зрительского голосования
  - приз за «Лучший фильм фестиваля».
- XXI международный кинофестиваль «Окно в Европу» в Выборге:
  - приз «Золотая ладья» — 2-е место в программе «Выборгский счёт».
- 3-й Международный кинофестиваль «Край света» на Сахалине[26]:
  - приз почётного президента фестиваля Аллы Суриковой
  - Гран-при зрительского конкурса
  - приз за лучший актёрский состав.
- XI Международный кинофестиваль стран АТР «Меридианы Тихого» во Владивостоке[27]:
  - приз имени Юла Бриннера — Анфисе Черных.
- VI кинофестиваль «Восток & Запад. Классика и Авангард» в Оренбурге[28]:
  - приз за лучший сценарий имени Алексея Саморядова — Александру Велединскому, Рауфу Кубаеву, Валерию Тодоровскому,
  - приз за лучшую женскую роль — Елене Лядовой.
- 23-й фестиваль восточноевропейских фильмов в Котбусе, Германия (2013)[29]:
  - главный приз за лучший фильм.
- 7-й фестиваль «Спутник над Польшей», Варшава[30]:
  - Гран-при с формулировкой «За баланс между острым социальным диагнозом современной России, любовью к персонажам и мудрым, полным понимания и юмора подходом к их проблемам».
- 21-й фестиваль российского кино в Онфлёре[31]:
  - Главный приз фестиваля
  - приз за лучшую женскую роль — Елене Лядовой
- Премия «Золотой орёл»[32]
  - номинация за лучший игровой фильм
  - премия за лучшую режиссёрскую работу — Александру Велединскому
  - премия за лучшую мужскую роль — Константину Хабенскому
  - премия за лучшую женскую роль — Елене Лядовой
  - номинация за лучшую мужскую роль второго плана — Александру Робаку
  - номинация за лучшую музыку — Алексею Зубарёву
- Премия «Белый слон» Гильдии киноведов и кинокритиков России[33]
  - премия за лучший фильм
  - премия за лучшую мужскую роль — Константину Хабенскому
  - премия за лучшую женскую роль — Елене Лядовой
- Премия «Ника»:
  - премия за лучший фильм
  - премия за лучшую мужскую роль (Константин Хабенский)
  - премия за лучшую женскую роль (Елена Лядова)
  - премия за лучшую режиссёрскую работу (Александр Велединский)
  - премия за лучшую музыку к фильму (Алексей П. Зубарев)
  - номинация на премию за лучшую сценарную работу (Александр Велединский, Рауф Кубаев, Валерий Тодоровский)
  - номинация на премию за лучшую мужскую роль второго плана (Александр Робак)
  - номинация на премию «Открытие года» (Анфиса Черных)
- XXII кинофестиваль «Виват кино России!» (Санкт-Петербург)[34]:
  - приз «За лучшую режиссуру» (Александр Веледенский)
  - приз «За лучшую женскую роль» (Елена Лядова)
  - приз прессы
  - спецприз жюри «За лучшую роль года» (Константин Хабенский)